# Sjarhej Cynkevič
Sjarhej Cynkevič (Asipovičy, 19 settembre 1976) è un arbitro di calcio ed ex calciatore bielorusso.